# 베이비 오브 메이콘
《베이비 오브 메이콘》(영어: The Baby of Mâcon)은 영국에서 제작된 피터 그리너웨이 감독의 1993년 시대극 영화이다. 줄리아 오먼드, 레이프 파인스 등이 출연하였고, 케이스 카산더르 등이 제작에 참여하였다.

## 출연진
- 줄리아 오먼드
- 레이프 파인스
- 필립 스톤
- 조너선 레이시
- 돈 헨더슨
- 실리아 그레고리
- 제프 너톨
- 제시카 하인스

## 기타 제작진
- 공동 제작: 이브 마르미옹
- 협력 제작: 장루이 피엘
- 미술: 벤 판오스, 얀 룰프스
- 의상: 딘 판스트랄런